# Palangka Raya
Palangka Raya è una città dell'Indonesia sorta nella zona centro meridionale della grande isola del Borneo, detta Kalimantan in lingua locale. 
È uno dei centri principali del Borneo appartenente all'Indonesia, capoluogo della provincia di Kalimantan Centrale e con una popolazione di circa 160.000 abitanti è anche una delle maggiori città dell'intera isola.